# San José-Bachmankonijn
Het san josé-bachmankonijn (Sylvilagus bachmani mansuetus)  is een zoogdier uit de familie van de hazen en konijnen (Leporidae). De wetenschappelijke naam van de soort werd voor het eerst geldig gepubliceerd door Edward William Nelson in 1907.

## Voorkomen

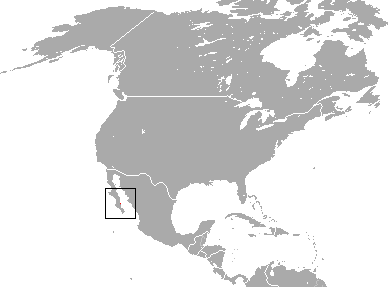
Verspreidingskaart

De soort komt voor in Mexico.